# Цилинь (район)
Цили́нь (кит. упр. 麒麟, пиньинь Qílín) — район городского подчинения городского округа Цюйцзин провинции Юньнань (КНР). Район назван по горе Цилиньшань.

## История
Когда эти земли входили в состав государства Дали, здесь был округ Шичэн (石城郡).
После завоевания Дали монголами и вхождения этих мест в состав империи Юань в 1271 году был создан Чжунский регион (中路), в 1276 году переименованный в Цюйцзинский регион (曲靖路), а Шичэн был преобразован в уезд Наньнин (南宁县). После свержения власти монголов и образования империи Мин «регионы» были переименованы в «управы», и в 1382 году Цюйцзинский регион стал Цюйцзинской управой (曲靖府), власти которой по-прежнему размещались в уезде Наньнин. После Синьхайской революции в Китае была произведена реформа структуры административного деления, в ходе которой были упразднены управы, и в 1913 году Цюйцзинская управа была расформирована, а уезд Наньнин был переименован в Цюйцзин (曲靖县).
После вхождения провинции Юньнань в состав КНР в 1950 году был образован Специальный район Цюйцзин (曲靖专区), и уезд вошёл в его состав. В 1958 году к уезду Цюйцзин был присоединён уезд Чжаньи, а в 1960 году — уезд Малун, но уже в 1962 году был воссоздан уезд Малун, а в 1965 году был воссоздан и уезд Чжаньи.
В 1970 году Специальный район Цюйцзин был переименован в Округ Цюйцзин (曲靖地区).
9 сентября 1983 года уезды Цюйцзин и Чжаньи были объединены в городской уезд Цюйцзин (曲靖市).
Постановлением Госсовета КНР от 6 мая 1997 года были расформированы городской уезд Цюйцзин и округ Цюйцзин, и образован городской округ Цюйцзин; на землях бывшего городского уезда Цюйцзин были при этом образованы район Цилинь и уезд Чжаньи. Район был официально образован 28 марта 1998 года.

## Административное деление
Район делится на 13 уличных комитетов и 3 посёлка.